# 선입견
선입견(先入見) 또는 선입관(先入觀)은 대상 인식에서 그릇된 인식과 타당성이 결여 평가 · 판단 등의 원인이 되는 지식이나 이해의 틀을 말한다. 거기에서 벗어나려면 모든 불확실한 것을 일단 의심한다고 데카르트는 말했다. 인간은 일반적으로 직접 대상을 만나기 전에 다른 사람의 말이나 미디어의 소문, 책 등에서 얻은 부족한 지식과 연동되는 대상을 대하는 태도 · 이해의 양식을 가지는 것으로, 결과적으로 부정적인 인식과 대상에 대한 평가가 가져온 같은 것을 특히 선입견이라고한다. 고정관념은 일반적인 용어지만, 선입견은 미리 먼저 그 관념을 가지는 것을 말 안 한다.
선입주견(先入主見), 선입감이라고도 한다.

## 인간의 인식의 주관성
인간의 인식과 인식에 근거한 행위는 모두 어떤 의미에서 직접 대상 인식하기 전에 예비 지식과 인식 · 이해의 틀이 존재하는 것이다. 철학적으로는 객관적인 물건 자체는 인식하지 못하고 주관의 인식 형식이라는 필터를 항상 통해 인간의 대상 인식과 세계에 대한 행위는 성립하고 있다.

## 같이 보기
- 스테레오타이프
- 고정관념
- 편견